# Калатаюд
Калатаю́д (исп. Calatayud, араг. Calatayú) — город и муниципалитет в Испании, входит в провинцию Сарагоса, в составе автономного сообщества Арагон. Муниципалитет находится в составе района (комарки) Комунидад-де-Калатаюд. Занимает площадь 154 км². Население — 20,8 тыс. человек (2011). Крупнейший город Арагона, который не является центром провинции.   

## История и достопримечательности
Название города переводится с арабского как «крепость (кала) Айюда». Хотя эта крепость (давшая начало современному городу) была построена маврами не ранее начала VIII века, в окрестностях сохранились останки предшествующих поселений — кельтиберского посёлка Вальдеэррера и древнеримского города Бильбилис.
Во II—III в. до н. э. лузоны основали Бильбилис на холме Бамбола. При Августе город приобрёл статус муниципия, в связи с чем были проведены значительные градостроительные работы: построены форум с храмом и театр (завершение постройки при Тиберии), а также термы и развитая гидротехническая система. В период экономического расцвета (I—II вв. н. э.) город насчитывал до 3500 жителей, а весь район в целом — до 4500 жителей. Здесь родился (около 40 г. н. э.) знаменитый поэт Марциал. В III в. н. э. наступает упадок, и к V в. н. э. Бильбилис превращается в безлюдный город-призрак.
Помимо археологического заповедника на месте Бильбилиса, Калатаюд примечателен своим архитектурным наследием в стиле мудехар, впитавшем черты мавританского искусства. Колокольня церкви девы Марии, построенной на месте мечети, внесена ЮНЕСКО в состав памятника всемирного наследия. В сравнении с богатым наследием морисков, о существовании в средневековом Калатаюде крупной еврейской общины сейчас уже мало что напоминает.

## Экономика
Основой экономики является сельское хозяйство. Город окружают яблоневые и грушевые сады. Часть жителей занята на виноградниках и винодельнях аппелласьона Калатаюд, производящего в основном красное вино на базе гарначи. Этим сортом заняты 62% местных виноградников; под макабео и остальной белый виноград отведены лишь 8% их площади.

## Население
| Год  | Численность | Численность   |
| ---- | ----------- | ------------- |
| 2001 | 17 970      | [ 4 ]         |
| 2002 | 18 531      | [ 5 ]         |
| 2004 | 19 634      | [ 6 ]         |
| 2005 | 20 263      | [ 7 ]         |
| 2006 | 20 001      | [ 8 ]         |
| 2007 | 21 040      | [ 9 ]         |
| 2008 | 21 905      | [ 10 ]        |
| 2009 | 21 933      | [ 11 ]        |
| 2010 | 21 717      | [ 12 ]        |
| 2011 | 20 837      | [ 13 ]        |
| 2012 | 21 174      | [ 14 ]        |
| 2013 | 20 926      | [ 15 ]        |
| 2014 | 20 658      | [ 16 ]        |
| 2015 | 19 724      | [ 17 ]        |
| 2016 | 20 191      | [ 18 ]        |
| 2017 | 20 173      | [ 19 ]        |
| 2018 | 20 035      | [ 20 ] [ 21 ] |
| 2019 | 20 024      | [ 22 ]        |
| 2020 | 20 092      | [ 23 ]        |
| 2021 | 19 870      | [ 24 ]        |
| 2022 | 19 776      | [ 25 ]        |
| 2023 | 19 677      | [ 26 ]        |
| 2024 | 19 850      | [ 2 ]         |